# Monokultura
Monokultura je agrikulturna praksa proizvodnje jedinstvenog useva ili biljne vrste na jednom polju u dato vreme. Polikultura, gde se veći broj useva uzgaja na istom mestu u isto vreme, predstavlja alternativu monokulturi. Monokultura se naširoko koristi u modernoj industrijskoj agrikulturi, i njeno uvođenje je dovelo do povećanja efikasnosti sadnje i ubiranja.
Trajna monokultura, gde se jedna ista vrsta uzgaja iz godine u godinu, može dovesti do ubrzanog nagomilavanja štetočina i oboljenja, i ubrzanog širenja kroz uniforman usev koji je podložan tom patogenu. Rotacija useva je suprotna ovoj praksi, i tu se razni usevi smenjuju na polju iz godine u godinu. Oligokultura je pojam predložen da opiše rotaciju useva, praksu koja se uveliko koristi u nekim delovima sveta.
Pojam se često primenjuje u drugim poljima da opiše grupu kojom dominira jedna vrsta, kao npr društveni monokulturalizam, ili u muzici dominacija Američke i Britanske muzičke industrije na zapadnoj pop muzičkoj sceni, ili pak u kompjuterskim naukama kada grupa kompjutera koristi isti operativan sistem.

## Upotreba zemlje
Pojam se uglavnom koristi u agrikulturi i opisuje praksu sađenja useva sa istim načinom rasta, koji potiču od genetskih sličnosti. Primer su polja pšenice, voćnjaci jabuka ili vinogradi. Ovi kultivari imaju jednačite potrebe i navike, što daje veći prinos na manjem zemljištu jer se sađenje, održavanje (uključujući tu i kontrolu štetočina), i berba mogu standardizovati. Takođe je korisno što se ovako mogu odabrati i usevi koji su posebno pogodni za dato zemljište, (npr zbog salinititeta zemljišta, sušea, ili kratke sezone.
Monokultura daje velike prinose jer koristi svojstvo bilja da maximizira rast kada je pod manjim pritiskom od strane susednog bilja (slično kako korov ometa rast bilja, ovde jedni usevi predstavljaju korov drugim usevima). Uniformni kultivar može bolje da iskoristi svetlost i prostor, ali takođe ispoljava izrazito iscrpljivanje zemljišta. U poslednjih 40 godina, praksa monokulture i upotrebe veštačkih đubriva je uveliko smanjila zemljište potrebno za jako velike prinose.

## Šumarstvo
U šumarstvu, monokultura se odnosi na zasađivanje jedne vrste drveta. Monokultura daje velike prinose te vrste drveta, i olakšava proces seče u odnosu na prirodne šume. Šume u prirodi često rastu tako što jedna vrsta raste na određenom terenu, ali su tu drveta različite veličine, mrtva drveta su pomešana sa mladicama i zrelim drvećem. U šumarstvu, monokultura pruža vrlo malo divljim životinjama što se tiče staništa, jer se one u mnogome oslanjaju upravo na mrtva debla kao i proplanke, pošto su ovde sva stabla iste veličine; uglavnom se seku mašinski (clearcutting, metoda "čistog reza") čime se drastično menja habitat. Mašinska seča dovodi do utabavanja zemljišta čime utiče i na budući rast. Ovakve šume su takođe podložnije infekcijama patogenima ili napadima insekata, kao i nepovoljnim ekološkim uslovima.

## Travnjaci i životinje
Primer monokulture uključuje travnjake kao i većinu žitarica kao npr pšenicu ili kukuruz. Pojam se koristi i kada se jedna vrsta životinja uzgaja u velikom broju, kao npr kokoške u kavezima.

## Oboljenja
Monokulture koje se koriste u agrikulturi su uglavnom jedinstveni sojevi kultivisani tako da daju visoke prinose i da su otporni na neke od najčešćih oboljenja. Pošto su sve biljke u monokulturi genetski slične, to ako se pojavi bolest na koju nisu otporne, moguće je da strada i cela populacija useva. Polikultura, koja meša različite useve, ima prirodnu varijaciju koja umanjuje mogućnost da su sve biljke osetljive na dati patogen. Istraživanja su pokazala da sađenje mešavine useva predstavlja efikasnu meru u borbi protiv bolesti. Suzbijanje monokulture koja je zapatila zarazu, zasađivanjem raznovrsnih useva, uveliko povećava prinose. Jedno istraživanje iz Kine, pokazalo da je sađenjem nekoliko varijeteta pirinča na istom polju povećava prinos neotpornih sojeva za 89% u odnosu na neotporne sojeve gajene u monokulturi, mahom otuda što dolazi do dramatičnog pada (94%) incidencije oboljenja, što čini pesticide manje nužnim. Trenutno vlada velika briga oko gljivičnog oboljenja "rđa lista pšenice", koja je već istrebila useve u Ugandi i Keniji, i polako se probija u Aziju. Kako je većina useva pšenice u svetu genetski slična, to pojava ovakvog oboljenja može da onesposobi svetsku proizvodnju.

## Polikultura
Ekološki pokret pokušava da izmeni popularno shvatanje "savršenog travnjaka" u nešto što nije monokultura i pokušava da uvede pravilnike koji ohrabruju raznovrsnije sisteme uzgoja. Sistem "lokalne hrane" takođe podstiče uzgoj većeg broja useva na istom mestu, u isto vreme. Tzv pokret baštovanstva "nasledne sorte" je mahom posledica upravo reakcije protiv monokulture.

## Spoljašnje veze
- Monokultura i oboljenja Архивирано на веб-сајту  (12. јун 2010)